# John Briley
John Richard Briley (ur. 25 czerwca 1925 w Kalamazoo, zm. 14 grudnia 2019) – amerykański scenarzysta i producent filmowy. Zdobywca Oscara.
W 1983 otrzymał Nagrodę Akademii Filmowej za scenariusz dramatu Gandhi w reżyserii Richarda Attenborough. Obraz opowiada o życiu indyjskiego myśliciela Mahatmy Gandhiego. Ponadto był autorem scenariusza do takich filmów jak Papież Joanna (1972), Tai-Pan (1986) czy Krzyk wolności (1987).